# 博尔莱唐
博尔莱唐（法語：Bort-l'Étang，法語發音：[bɔʁ letɑ̃]）是法国多姆山省的一个市镇，属于克莱蒙费朗区。

## 地理
博尔莱唐（45°46'59"N, 3°25'40"E）面积15.4 平方千米，位于法国奥弗涅-罗讷-阿尔卑斯大区多姆山省，该省份为法国中南部省份，北起阿列省接壤，东临卢瓦尔省，南至上盧瓦爾省和康塔爾省，西接科雷兹省和克勒兹省。
与博尔莱唐接壤的市镇（或旧市镇、城区）包括：格莱讷-蒙泰居、勒祖、多尔河畔内龙德、讷维尔、佩沙杜瓦尔、拉韦勒、圣让德尔、塞尔芒蒂宗。

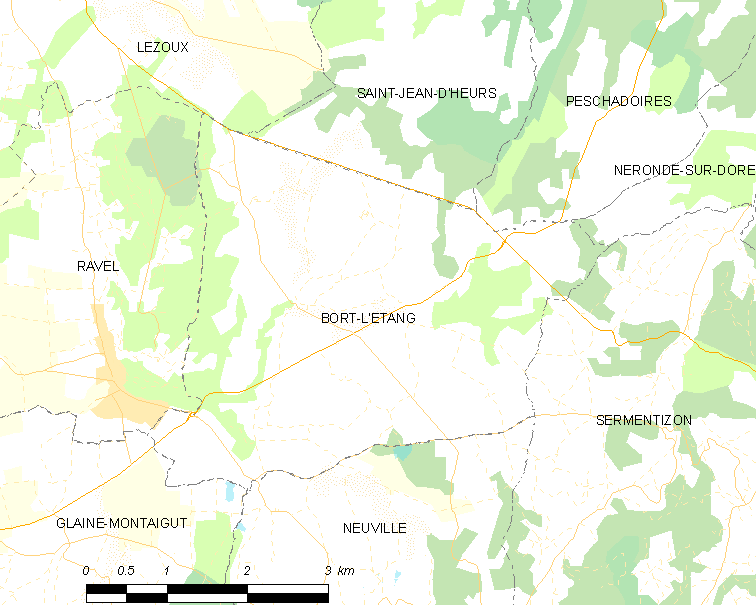
博尔莱唐的OSM定位图

博尔莱唐的时区为UTC+01:00、UTC+02:00（夏令时）。

## 行政
博尔莱唐的邮政编码为63190，INSEE市镇编码为63045。

## 政治
博尔莱唐所属的省级选区为勒祖县。

## 人口

1962-2008年间博尔莱唐人口变化图示

博尔莱唐于2022年1月1日时的人口数量为724人。